# Vite a perdere - I racconti neri
Vite a perdere è una raccolta di 22 racconti di Ed McBain originariamente pubblicati separatamente e in anni compresi tra il 1960 e il 2000. Si tratta di racconti che solo genericamente possono essere ricondotti ai racconti neri citati nel sottotitolo. Sono per lo più una descrizione variegata della classe media americana e del loro modo di concepire le relazioni interpersonali.
Tutti i racconti sono tradotti da Luca Briasco, tranne "Can che abbaia" tradotto da Roberto Santachiara (racconto che compare anche nella raccolta multiautori The Dark Side (Einaudi 2006).

## Racconti
1. L'intervista (The Interview) - da Running from legs (2000)
2. L'equivoco (Terminal Misunderstanding) - da Running from legs (2000)
3. Un taxi per due (The Shares) - da Running from legs (2000)
4. La coppia della porta accanto (The Couple Next Door) - da Running from legs (2000)
5. La vittima (The Victim) - da Running from legs (2000)
6. In fuga da Legs (Running from Legs) - da Running from legs (2000)
7. Buon Anno, Herbie (Happy New Year, Herbie) - da Happy New Year, Herbie and Other Stories (1965)
8. I Turisti (The Tourists) - da Happy New Year, Herbie and Other Stories (1965)
9. Gli Squali (Human Sharks) - da Happy New Year, Herbie and Other Stories (1965)
10. L'ultimo sì (The Final Yes) - da Happy New Year, Herbie and Other Stories (1965)
11. Occhi belli (Pretty Eyes) - da Happy New Year, Herbie and Other Stories (1965)
12. La fuga (Escape) - da Last Spin (1960)
13. Di nuovo viva (Alive Again) - da Last Spin (1960)
14. L'innocente (The Innocent One) - da Last Spin (1960)
15. Robert (Robert) - da Last Spin (1960)
16. Festa di compleanno (The Birthday Party) - da Barking at Butterflies (2000)
17. L'intruso (The Intruder) - da Barking at Butterflies (2000)
18. Can che abbaia (Barking at Butterflies) - da Barking at Butterflies (2000)
19. Cerca di capire (The Beheading) - da Barking at Butterflies (2000)
20. Motel (Motel) - da Barking at Butterflies (2000)
21. La breccia (To Break the Wall) - da Barking at Butterflies (2000)
22. Una storia piccola piccola (Short Short Story) -da Barking at Butterflies (2000)

## Edizioni
- Ed McBain, Vite a perdere, Einaudi, 2011,  pp. 456, ISBN 978-88-06-20951-3.